# Citronticka
Citronticka (Antrodia xantha) är en svampart som först beskrevs av Elias Fries, och fick sitt nu gällande namn av Leif Ryvarden 1973. Enligt Catalogue of Life ingår Citronticka i släktet Antrodia,  och familjen Fomitopsidaceae, men enligt Dyntaxa är tillhörigheten istället släktet Antrodia,  och familjen Meripilaceae. Arten är reproducerande i Sverige. Inga underarter finns listade i Catalogue of Life.